# Alberto Blanco (Gewichtheber)
Alberto Blanco (* 17. Februar 1950) ist ein ehemaliger kubanischer Gewichtheber.

## Sportliche Karriere
Blancos erster internationaler Wettkampf waren die Olympischen Spiele 1976 in Montreal, die gleichzeitig die Weltmeisterschaften repräsentierten. Mit einer Zweikampfleistung von 345,0 (152,5/192,5 kg) belegte er den sechsten Platz im Mittelschwergewicht bis 90 kg. Der Erstplatzierte David Rigert erzielte 382,5 kg.
Zur WM 1977 in Stuttgart steigerte Blanco seine Leistung um 10 Kilogramm und wurde mit 355,0 kg (157,5/197,5 kg) Dritter im Zweikampf hinter Serhej Poltorazkyj mit 375,0 kg und Rolf Milser mit 370,0 kg. 1978 wechselte Blanco die Gewichtsklasse ins 1. Schwergewicht bis 100 kg, in der er zur WM in Gettysburg 362,5 kg (162,5/200,0 kg) erzielte und damit den vierten Platz belegte. Erster wurde Rigert, der ebenfalls die Klasse gewechselt hatte, vor Sergei Arakelow mit jeweils 390,0 kg. Die WM im darauffolgenden Jahr in Saloniki schloss Blanco mit einer Zweikampfleistung von 372,5 kg (165,0/207,5 kg) als Drittplatzierter ab. Sieger wurde Pawel Syrtschin mit 385,0 kg.
Den Höhepunkt Blancos Karriere bildete der Gewinn der Bronzemedaille bei den Olympischen Spielen 1980 in Moskau. Mit 172,5 kg im Reißen, 212,5 kg im Stoßen und 385,0 kg im Zweikampf platzierte er sich hinter Ota Zaremba mit 395,0 kg und Igor Nikitin mit 392,5 kg. Da auch diese Olympischen Spiele erneut die Weltmeisterschaften für dasselbe Jahr darstellten, wurde Blanco gleichzeitig Weltmeisterschaftsdritter.
Blanco nahm 1981 und 1982 noch an den Weltmeisterschaften teil, blieb aber beidesmal unplatziert.

## Persönliche Bestleistungen
- Reißen: 172,5 kg in der Klasse bis 100 kg bei den Olympischen Spielen 1980 in Moskau
- Stoßen: 212,5 kg in der Klasse bis 100 kg bei den Olympischen Spielen 1980 in Moskau
- Zweikampf: 385,0 kg (172,5/212,5 kg) in der Klasse bis 100 kg bei den Olympischen Spielen 1980 in Moskau